# هانك بيوركلاند
هانك بيوركلاند (بالإنجليزية: Hank Bjorklund)‏ هو لاعب كرة قدم أمريكية أمريكي، ولد في 5 يونيو 1950 في جلان هيد في الولايات المتحدة.